# Чаршаф
Чаршафът е сравнително голямо правоъгълно парче плат, чието предназначение е да покрива матрака, дюшека или друга повърхност на леглото. Обикновено един чаршаф се поставя на самото легло като краищата му се подпъхват под матрака, за да не се смъква и втори чаршаф се поставя отгоре. На български се наричат долен и горен чаршаф. Горният чаршаф често се нарича плик. В него се поставя олекотена завивка, одеяло или юрган.
Чаршафите спадат към категорията на спално бельо. Човек спи между двата чаршафа. В зависимост от климата, освен чаршаф, отгоре може да се постави и одеяло, юрган или друга завивка.
Най-разпространеният цвят за чаршафи е белият. При това те могат да съдържат и дантели и бродерия.
В наши дни се срещат и много други цветове и шарки. Основните материали от които се изработват чаршафите са лен, памук и коприна, защото са меки и в тях се спи много по-удобно. Избягват се изкуствените материи. Големината на чаршафите е съобразена с големината на леглото.
Съществуват и чаршафи за еднократна употреба, които са направени от полипропилен. Те се използват в болници, приюти и хотели. Ниската им цена позволява да бъдат изхвърлени след еднократна употреба. Обикновените чаршафи за дома трябва да бъдат сменяни и прани поне веднъж в седмицата.